# FIA Groupe R
Le Groupe R est la catégorie relative aux voitures dérivées de la  production, dans le règlement FIA. Cette catégorie a été créée en 2008 sur la base du Groupe A.

## Présentation
Les voitures sont modifiées selon des kits vendus par les constructeurs. L'ambition de cette catégorie est de réduire les coûts. On retrouve 5 classes, basées sur la cylindrée ou le niveau de préparation: R1, R2, R3, R4 et R5.

## Classes
| Groupe  | Classe  | Cylindrée en cm³                    | Poids minimum en kg | Modifications autorisées |
| ------- | ------- | ----------------------------------- | ------------------- | --- |
| R1      | R1A R1B | Moins de 1400 De 1400 à 1600        | 950 1000            | Ressorts et amortisseurs, supports moteurs                                                                                                  |
| R2      | R2A R2B | De 1400 à 1600 De 1600 à 2000       | 1000 1050           | Modifications R1, boîte à crabots, freins, barre antiroulis, arbre à cames, boitier électronique                                            |
| R3      |         | De 1600 à 2000                      | 1080                | Modifications R1/R2, boîte séquentielle, gros freins, berceaux modifiés, admission type Super 1600, collecteurs d'admission et échappement  |
| R4      |         | 4 cylindres turbo (2L) 33mm         | 1300                | 4 roues motrices, voitures dérivées du Groupe N                                                                                             |
| R5 (en) | R5T R5  | De 1400 à 1600 turbo De 1600 à 2000 | 1230                | Modifications type Super 2000, boîte séquentielle, gros freins, berceaux modifiés, 4 roues motrices, collecteurs d'admission et échappement |

## Exemples
- Renault Twingo II RS (R1 et R2)
- Renault Clio III RS (R3)
- Citroën C2 (R2) N'est plus commercialisée
- Citroën C3 (R5)
- Citroën DS3 (R1, R3 et R5)
- Peugeot 208 (R2 et R5)
- Opel Adam (R2)
- Ford Fiesta MS1 (R1)
- Ford Fiesta Mk VI (R2)
- Ford Fiesta Mk8 (R1, R2 et R5))
- Honda Civic Type R (R3)
- Hyundai i20 (R5)
- Fiat 500 Abarth (R3)
- Fiat 500 X Abarth (R4)
- Toyota GT86 - CS (R3)
- Mitsubishi Lancer Evo IX, X (R4)
- Mitsubishi Mirage (R5)
- Subaru Impreza Sti (R4)
- Skoda Fabia (R5)
- Volkswagen Polo (R5)

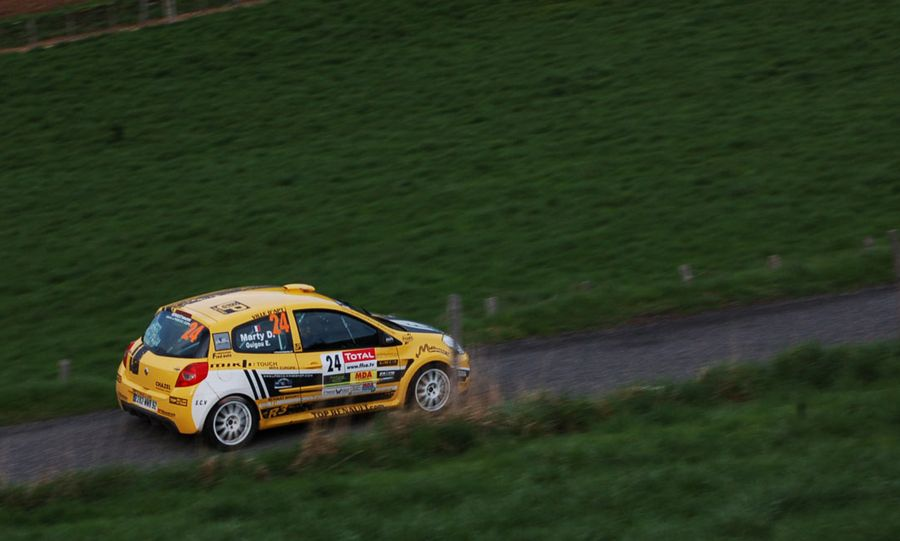
Renault Clio RS R3
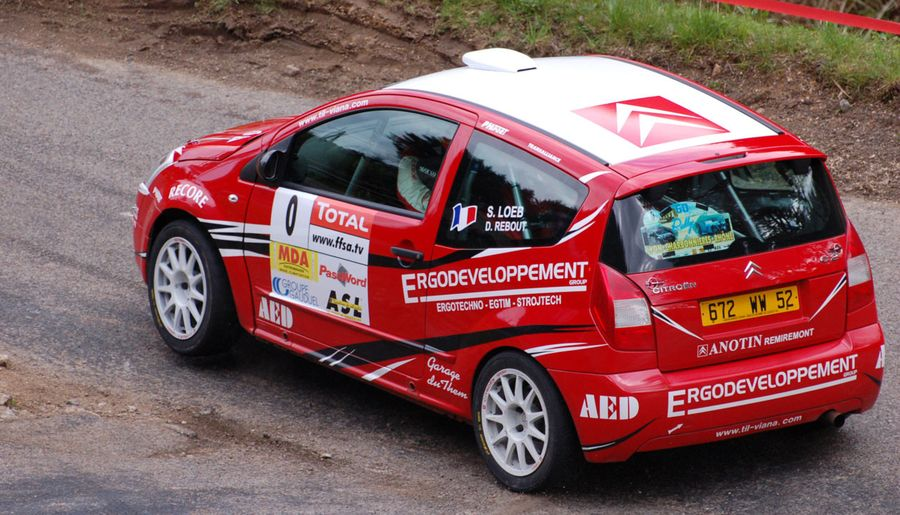
Citroën C2 R2 Max
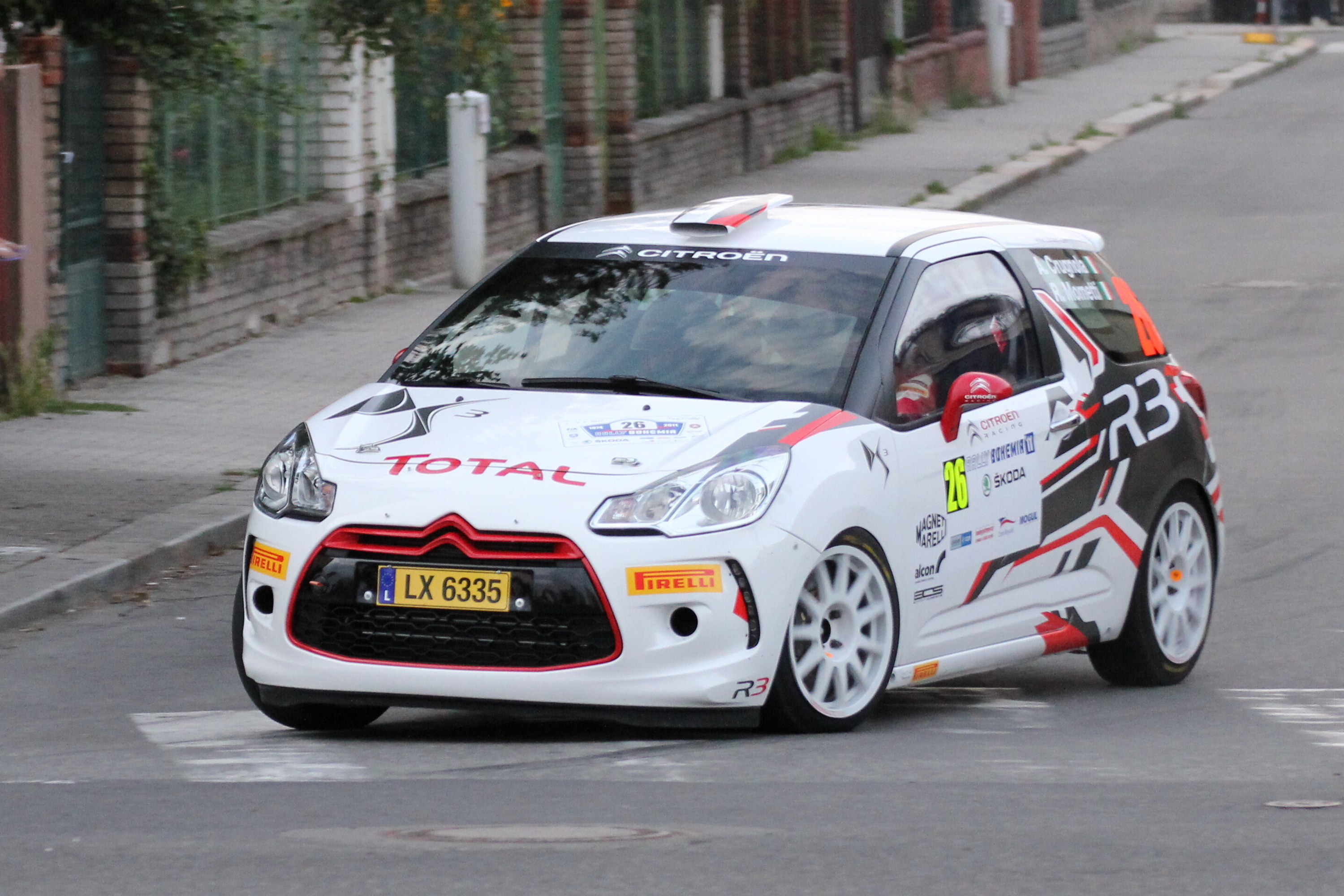
Citroën DS3 R3
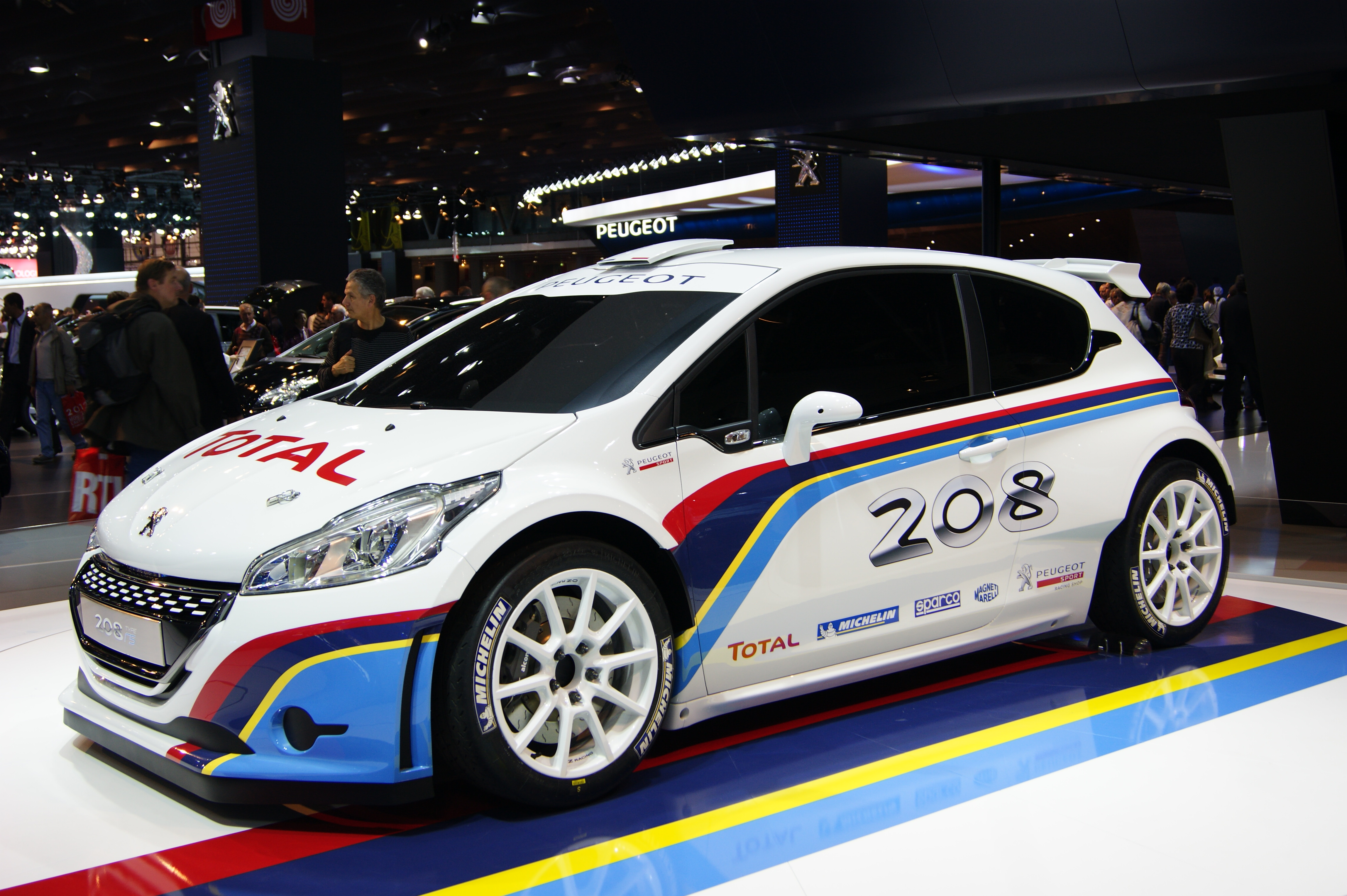
Peugeot 208 R5
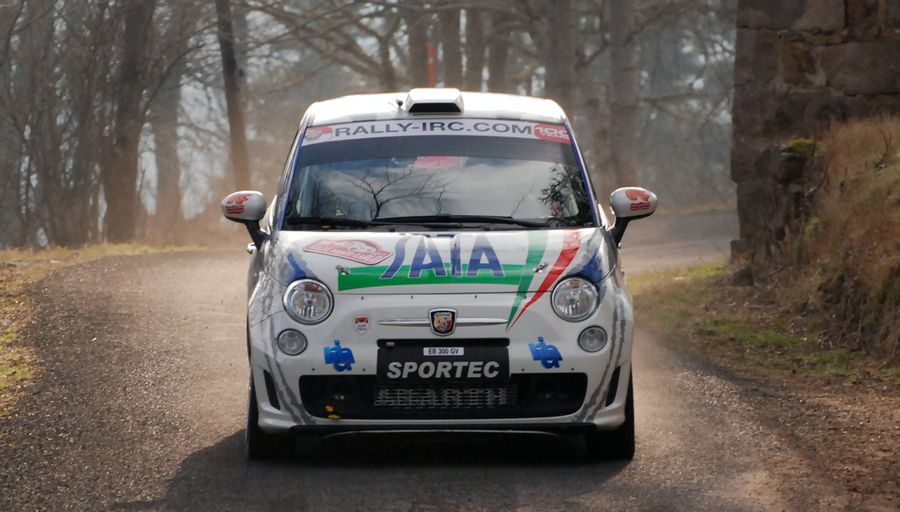
Fiat 500 Abarth R3
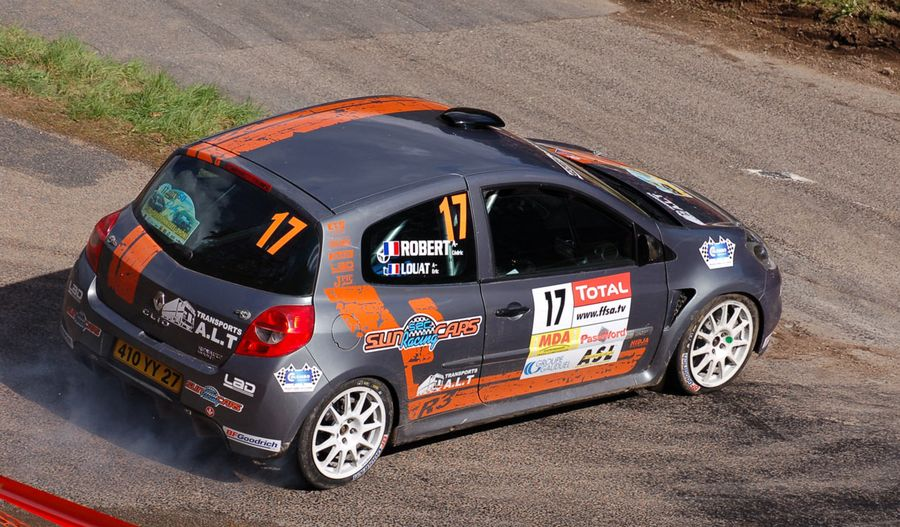
Renault Clio RS R3
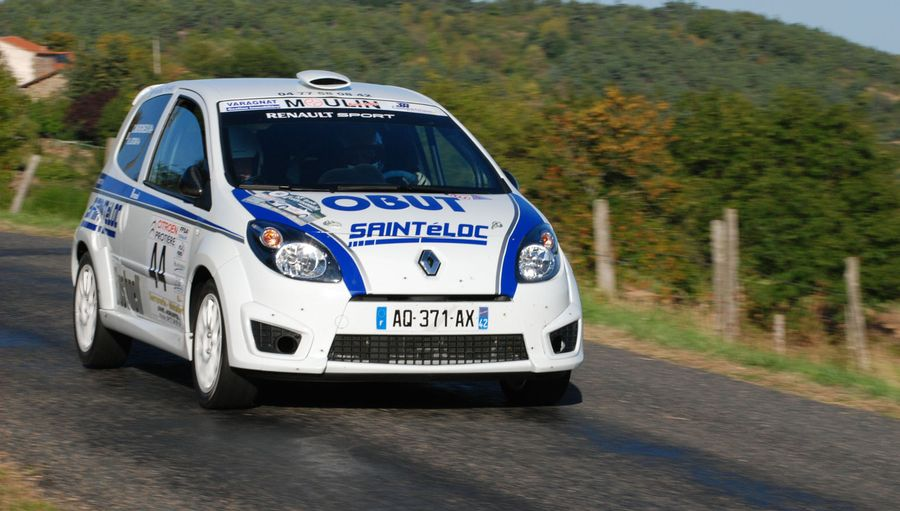
Renault Twingo R1